# Tervola
Tervola è un comune finlandese di 2863 abitanti, situato nella regione della Lapponia.